# Seznam pilotov Slovenske vojske
Seznam helikopterskih in letalskih vojaških pilotov Slovenske vojske. (Glej tudi Seznam slovenskih vojaških pilotov)

## B
Martin Burjan - Damjan Bevk - Alja Berčič Ivanuš - David Belak

## C
Matej Ceglar

## F
Andrej Fiorelli

## G
Janez Gaube - Luka Gorjup - Matic Gomboc 

## H
Srečko Habjanič - Branko Ivanus - Andrej Hostnik 

## K
Jože Kalan - Mirko Kos - Iztok Kavšek - Jože Kovačič - Zvonko Knaflič

## L
Mitja Lipovšek

## M
Andrej Mihelač - Gabrijel Možina -

## P
Blaž Pavlin - Iztok Podbregar - Žiga Pogačnik 

## R
Branko Rek - Aleš Gregor Ristič -

## S
Igor Skerbiš - Jago Stemberger - Drago Svetina - Benjamin Smole - Primož Svatovšek

## Š
Ivan Šmon - Robert Špernjak - Aleš Štimec - Klemen Štirn

## T
Tadej Trojner

## Z
Igor Zalokar
- Martin Žunkovič

Ljubo Žnidaršič - Jožef Žunkovič - Franc Željko Županič